# Irénée Beaubien
Pour les articles homonymes, voir Beaubien.
Irénée Beaubien (né le 20 janvier 1916 à Shawinigan au Québec et mort le 15 mai 2017) est un prêtre jésuite canadien.
De par son action, il a exercé une influence majeure en faveur du rapprochement des différentes Églises. Il est l'un des pionniers du mouvement œcuménique au Canada.
Il est à l'origine du Forum catholique, du Centre canadien d'œcuménisme et de Sentiers de Foi. 
De plus, il a représenté les évêques du Canada à de nombreuses réunions internationales. 
Il est mort à Richelieu (Québec) le 15 mai 2017. 

## Distinctions
- 2003 - Officier de l'Ordre du Canada
- 2012 - La médaille pontificale Pro Ecclesia et Pontifice par le pape Benoit XVI